# کریستین کوئوا
کریستین آلبرتو کوئوا براوو (اسپانیایی: Christian Alberto Cueva Bravo‎؛ زادهٔ ۲۳ نوامبر ۱۹۹۱) بازیکن فوتبال اهل پرو است.
از باشگاه‌هایی که در آن بازی کرده‌است می‌توان به رایو وایکانو، الیانزا لیما، سائو پائولو، سانتوس اشاره کرد.
وی همچنین در تیم ملی فوتبال پرو بازی کرده‌است.